# Máscaras mexicanas

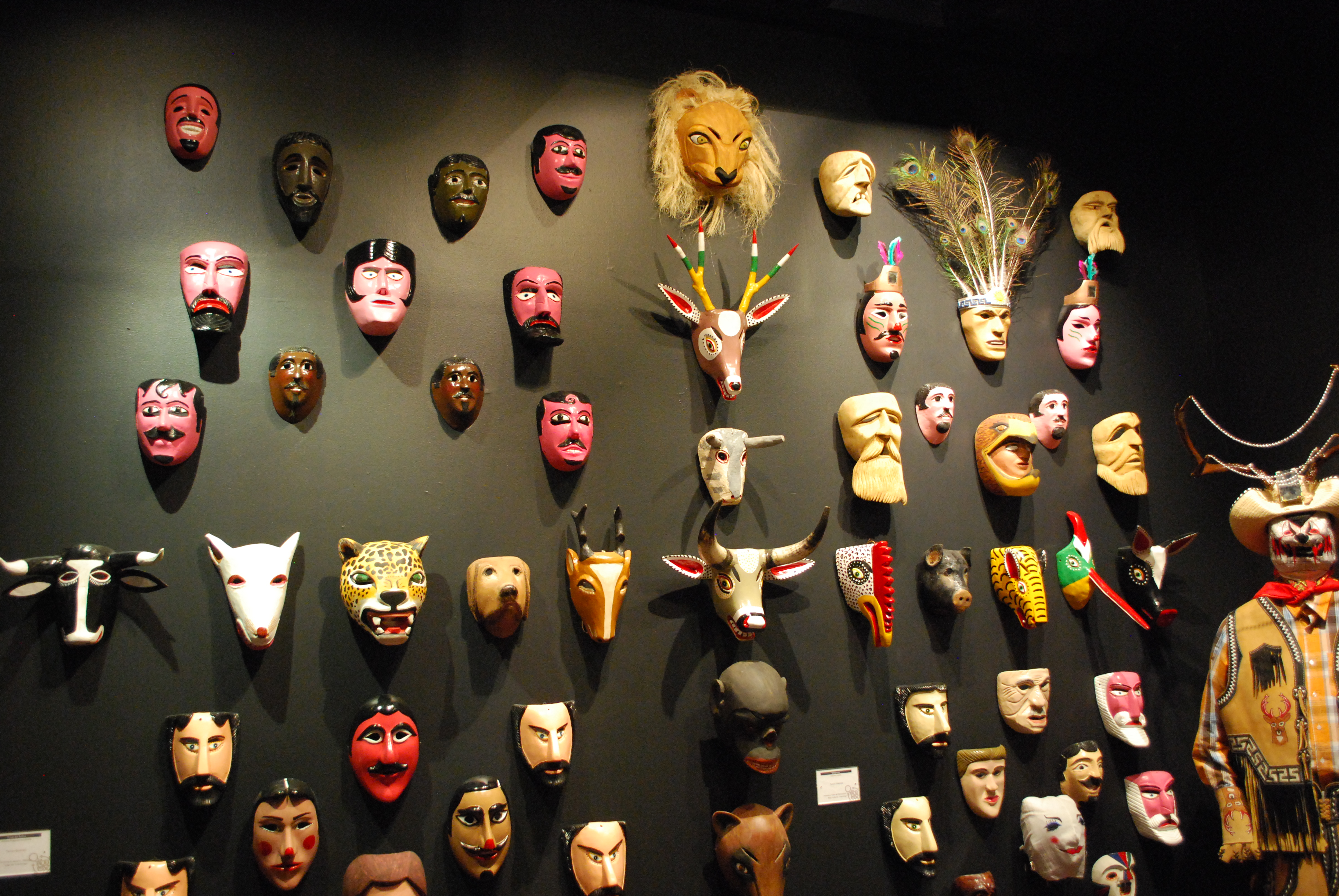
Máscaras de exhibición en el Museo de Arte Popular en la Ciudad de México.

Arte de las máscaras populares mexicanas se refiere a la fabricación y uso de las máscaras para diversos bailes o ceremonias tradicionales en México. La realización de estas máscaras ya lleva algunos miles de años, de hecho ya eran utilizadas en los rituales durante la llegada de los españoles. Durante la época colonial los evangelistas trataron de usar las máscaras como instrumento para enseñar la religión católica a los aztecas, pero las autoridades coloniales intentaron prohibir ambas prácticas, sin obtener éxito. Después de la independencia, las máscaras y danzas tradicionales han logrado un sincretismo, las máscaras tradicionales han evolucionado en diferentes formas en la cultura popular, las cuales representan la historia mexicana, algunos ejemplos son la lucha libre. Muchas de las máscaras son hechas de madera, algunas otras de cuero, cera, cartón, papel maché y otros materiales. Las principales figuras que se realizan con las máscaras tradicionales incluyen Europeos (españoles, franceses, hacendados, etc.), Afromexicanos, ancianos, animales y seres fantásticos/ supernaturales, especialmente demonios y el diablo.

## Historia

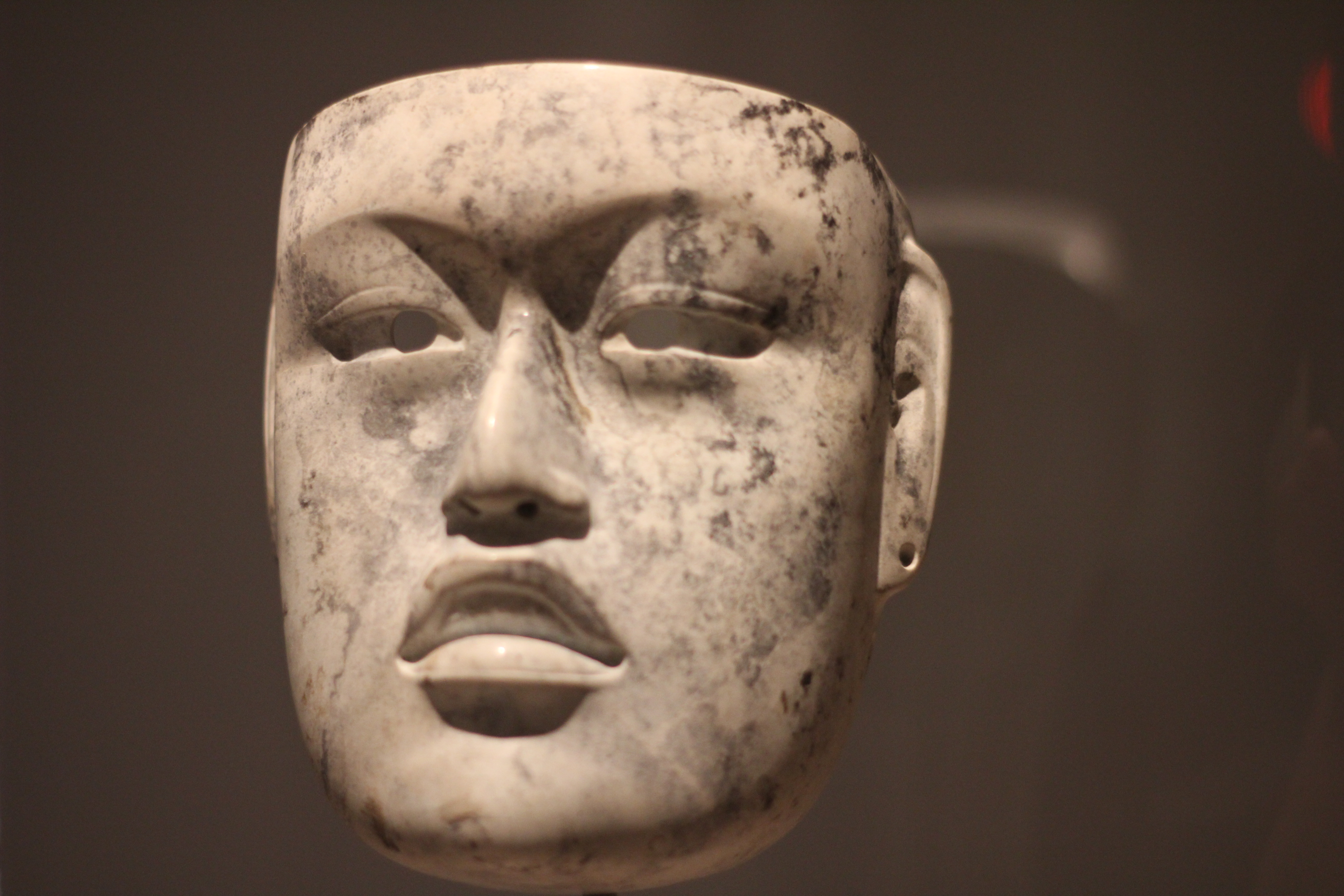
Máscara Olmeca de Veracruz en el Museo de Arte de Dallas.

El uso de máscaras y disfraces era una parte muy importante dentro de la cultura Mesoamericana mucho antes de la llegada de los españoles. Se han encontrado muchas máscaras con miles de años de antigüedad hechas con huesos en Tequixquiac, Estado de México. Las máscaras tradicionales tienen diversos usos pero, principalmente para ceremonias y rituales, especialmente en representaciones de bailes y procesiones. Las máscaras fueron utilizadas por los sacerdotes para reencarnar deidades. Se vestían como el Guerrero jaguar o el Águila Guerrera con el fin de obtener su fuerza y poder. Las máscaras de funerales solo se utilizaban para los entierros de las personas de elite, como el del Rey K'inich Janaab' Pakal para estas ocasiones las máscaras eran realizadas con materiales especiales, como jade, concha, Obsidiana, Hematita y otros materiales importantes en esa época. Las máscaras que se utilizaban en representaciones teatrales y bailes, tenían una amplia gama de diseños de los diferentes animales de Mesoamérica, los ancianos hombres y mujeres hacían estas representaciones de manera cómica para burlarse de los grupos étnicos vecinos. Algunas de las máscaras que se realizaron con piedra o barro cocido han logrado sobrevivir hasta la actualidad, pero la mayoría estaban hechas de productos biodegradables como la madera, papel amate- Ficus insipida, tela y plumas por lo cual solo se pueden conocer a través de códices, representaciones en esculturas y los escritos de los conquistadores españoles. El conocimiento de las máscaras también ha sobrevivido gracias a las representaciones de algunas danzas de la época prehispánica como los Tecuanes, Tigres y Tlacololeros.

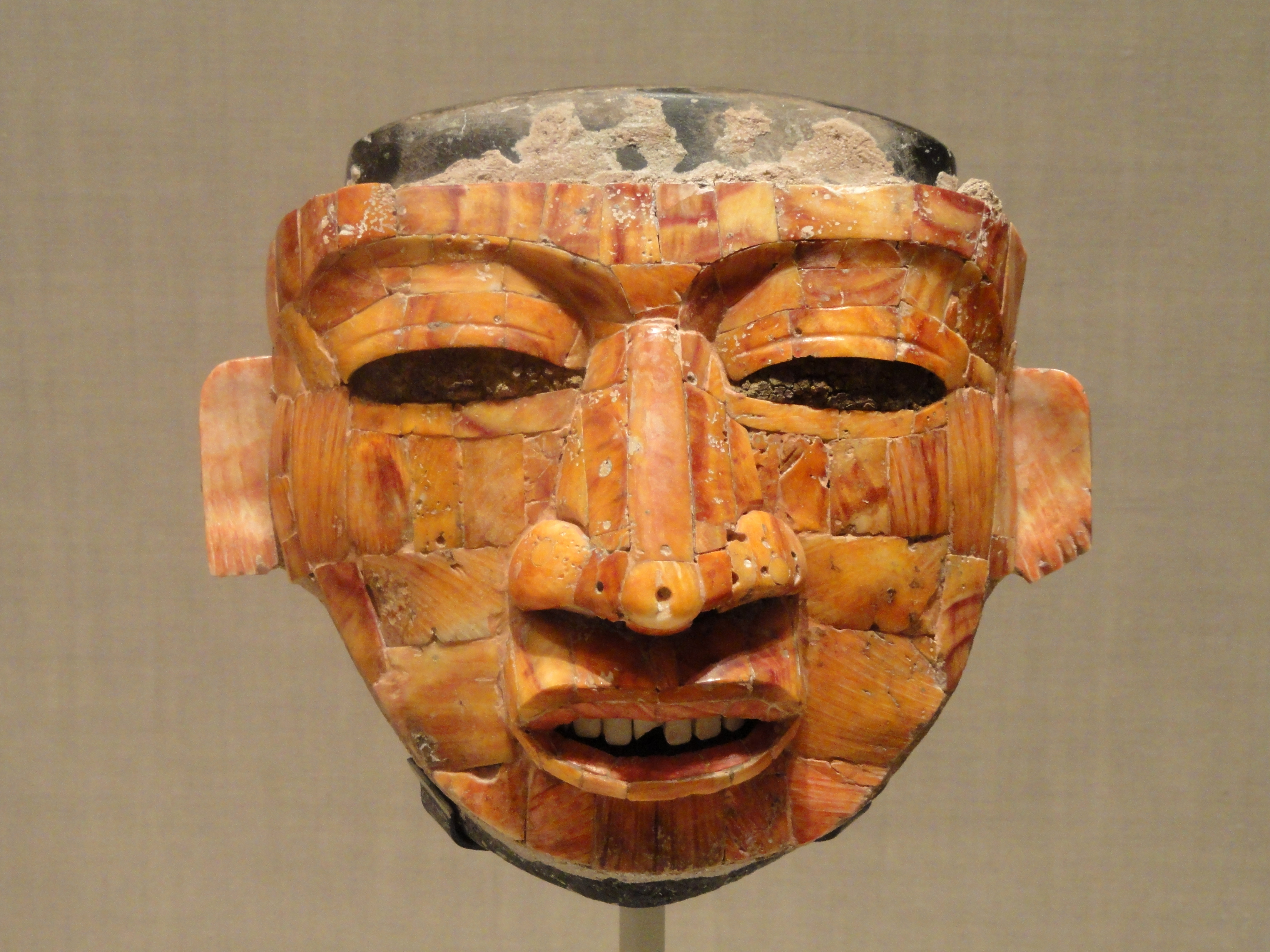
Máscara de Teotihuacán en el Instituto de Arte de Chicago.

Después de la conquista del imperio Azteca, muchos historiadores españoles descubrieron los rituales y ceremonias religiosas de los indígenas, incluyendo las que usaban máscaras. Aunque los españoles prohibieron la religión prehispánica los evangelizadores usaron la propensión de la cultura como las máscaras y los espectáculos para promover la fe a través de obras de teatro y representaciones de bailes. Surgieron nuevas danzas por la influencia de los auto sacramentales y los dramas alegóricos de los evangelistas. Una de las más importantes fue el desfile que representó la batalla de Moros y cristianos, en la cual se utilizaron máscaras para representar a los Moros. Esta danza fue rápidamente acogida por los pueblos indígenas y representada en los dialectos indígenas. Otros bailes donde se utilizan máscaras que se han desarrollado respecto a la conquista de México has sido el de  Semana Santa, Día de Muertos, así como Carnaval en México, un festival de Europa que introdujeron los españoles. Las máscaras con representaciones de Hernán Cortés, La Malinche, pastores, diablos, reyes han sido muy desarrolladas y llegado a ser muy diversas. Se sabe muy poco sobre las máscaras coloniales, pero se cree que provienen de los talleres que se dedican a hacer las imágenes de santos, ya que tenían representaciones sofisticadas y muy realistas de los rostros, también se piensa que fueron realizadas por las personas que venden y alquilan disfraces para los artistas, y otras pueden haber sido hechas por los mismos bailarines. El desarrollo de bailes y otros eventos donde se utilizaban las máscaras se convirtieron en un sincretismo entre las tradiciones católicas y las tradiciones nativas de los aztecas, especialmente en Semana Santa, la primera que se realizó coincidió con el Año nuevo mexicano y el nuevo ciclo de agricultura. Muchas de las máscaras que se desarrollaron durante la época colonial eran utilizadas para burlarse de las autoridades, por esta razón, durante algún tiempo, las máscaras y bailes fueron prohibidas por las autoridades desde el Siglo XVI hasta el XVIII.
A pesar de estas prohibiciones, las celebraciones con máscaras sobrevivieron hasta la Independencia de México cuando las leyes de la Santa Inquisición fueron revocadas totalmente, lo que quedó de esto fueron prácticas indígenas mezcladas con católicas y otras tradiciones europeas. En el siglo XIX, cuando las máscaras tradicionales hechas a mano no eran tan valoradas, la gente compraba las máscaras y disfraces en tiendas, especialmente cuando era el Carnaval.
Después de la Revolución mexicana algunos aspectos de las tradiciones mexicanas fueron revaluadas, incluyendo artesanías tradicionales y rurales. Hoy las fiestas de máscaras y bailes son más frecuentes en áreas del país con grandes concentraciones de gente indígena. Máscaras sofisticadas hechas por santeros aún se puede encontrar en estados como Tlaxcala, Puebla, Oaxaca, Chiapas y Michoacán, pero en la mayoría de los casos las máscaras son hechas a mano por artesanos. La historia y costumbres son plasmadas en los bailes tradicionales, estos incluyen la Conquista, la Independencia y la Batalla de Puebla, usando personajes enmascarados.

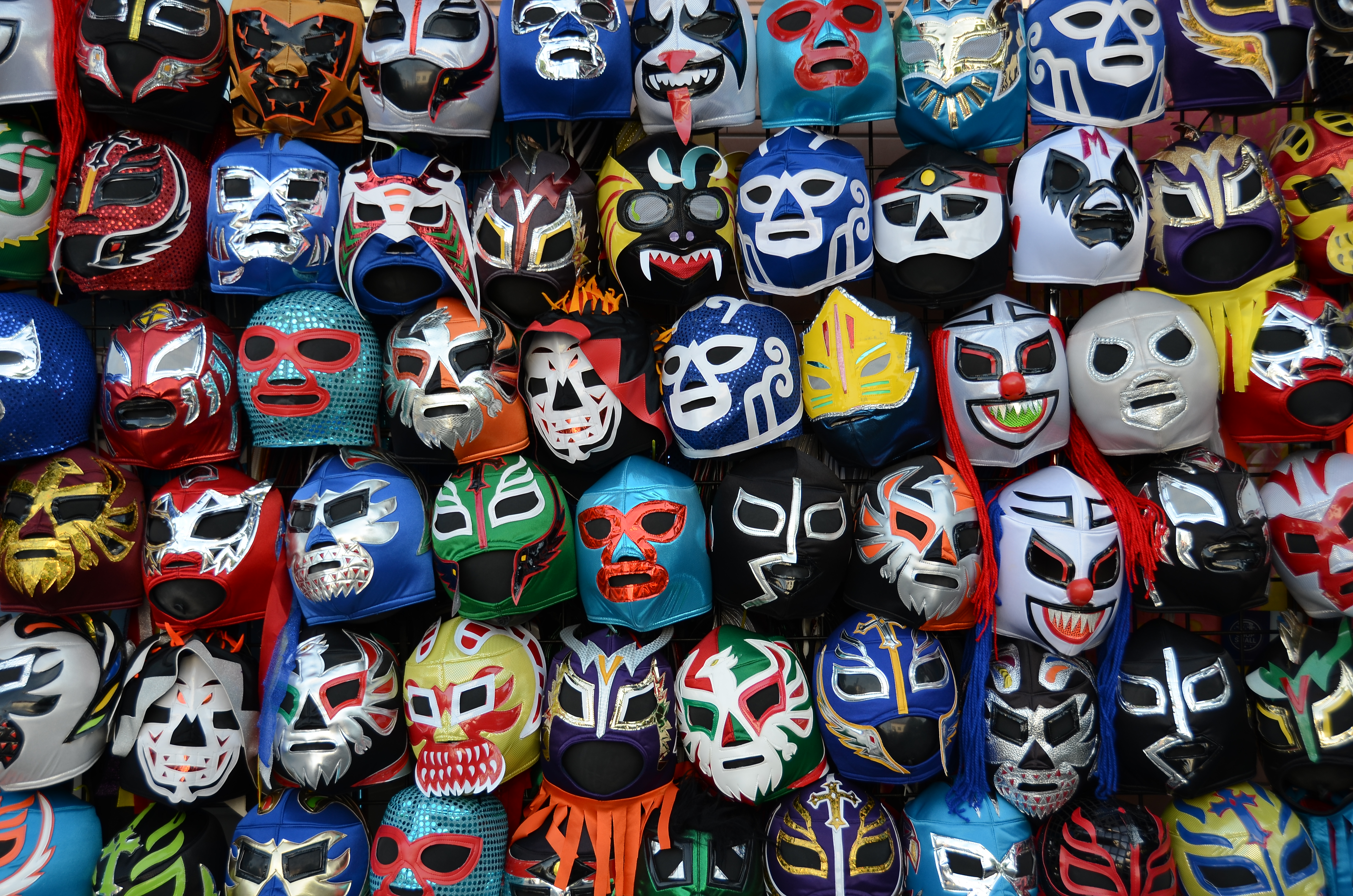
máscaras de Lucha libre

Actualmente, muchas de las máscaras son utilizadas solo para rituales y celebraciones, aunque ha habido muchas variaciones con la cultura popular moderna. Algunas máscaras tradicionales han sido talladas con la imagen de aristas reconocidos como Pedro Infante y Cantinflas. La influencias del Halloween de Estados Unidos han dado lugar a las máscaras comerciales hechas para el día de muertos. Personajes de cómics, televisión o películas como el El Chapulín Colorado y Karmatrón y los Transformables han sido representados en máscaras. Pero las máscaras más importantes son usadas en el arte popular mexicano y están relacionadas con la Lucha libre o la Lucha libre profesional, en este ámbito la máscara es un símbolo de identidad del luchador, están hechas de tela que cubre la cabeza y cara de los luchadores con refuerzos de plástico alrededor de la boca y los ojos. Los diseños son únicos para cada a luchador y luchan por defender su identidad. Muchas de estas máscaras han sido heredadas de padre a hijo como El Santo, Blue Demon, Los Hermanos Dinamita, Tinieblas y Dos Caras (luchador). En el caso del ataque llamado "lucha de opuestos" el perdedor pierde su máscara y su rostro es revelado, después de esto la máscara nunca es usada de nuevo.

## Uso de las máscaras

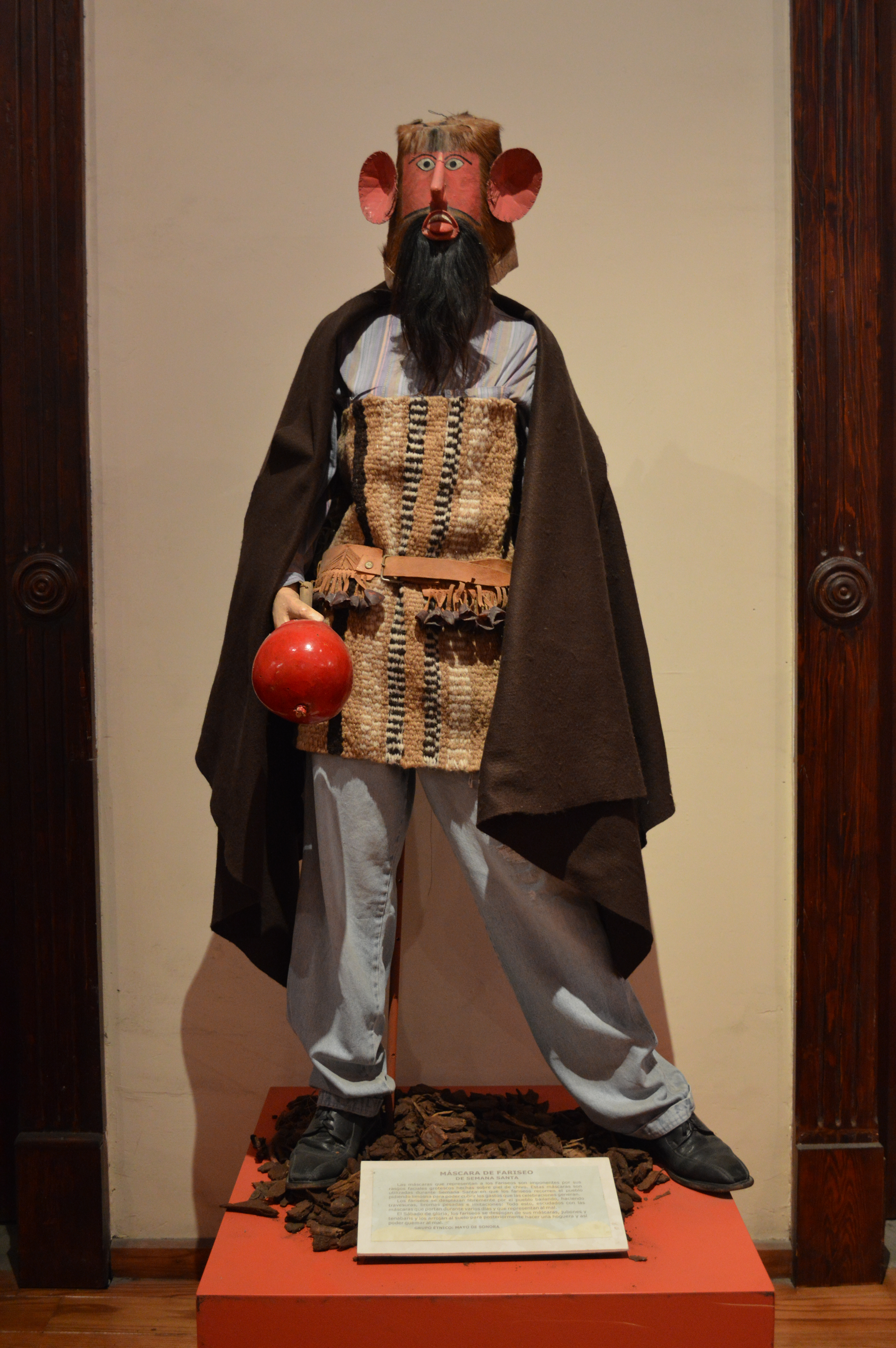
Representación del baile "Fariseo" de la etnia Mayo en Sonora, en el Museo Nacional de la Máscara

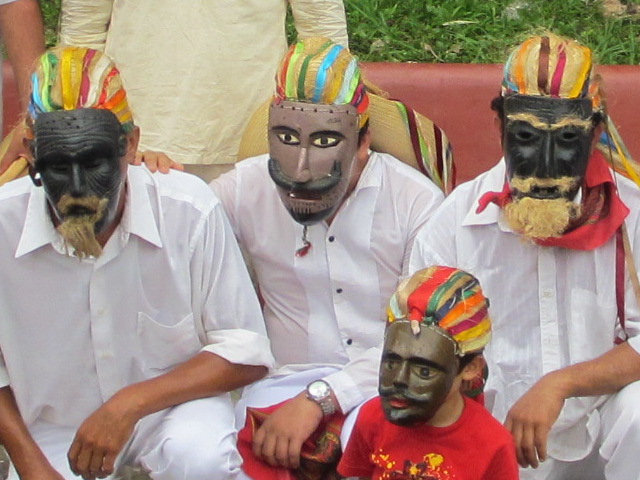
Bailarines enmascarados para la danza del Caballito Blanco en Nacajuca, Tabasco

Las máscaras en México son utilizadas para una gran variedad de bailes, ceremonias, festivales y obras de teatro, estas van acompañadas de vestuarios o disfraces. El uso más común de las máscaras es en los bailes tradicionales, los cuales son como obras de teatro, con una historia, personajes, música; la única diferencia es que los músicos no son profesionales. El propósito de las máscaras es convertir a los actores en otros personajes. Las máscaras son un elemento muy importante, incluso si el actor o bailarín no utiliza una máscara, debe de usar lentes oscuros para indicar que no es el mismo, también existe el doble "enmascaramiento" que consiste en usar lentes oscuros sobre la máscara. En algunas ocasiones, los actores hombres representan papeles de mujeres utilizando las máscaras. La razón de esto es que en Europa se prohibía que las mujeres actuaran o bailaran, esa misma prohibición llegó a México con la conquista de los españoles. Un ejemplo de un personaje que es representado por hombres es la Malinche, que es un personaje de la danza sobre la conquista.
Los eventos donde se suelen utilizar máscaras van desde pequeñas fiestas en ranchos, pueblos o barrios de las grandes ciudades hasta los grandes eventos católicos como, Navidad, el Carnaval, Semana Santa, la fiesta de Cruz de Mayo, la Eucaristía, el Día de Muertos y las fiestas de los santos. Las máscaras son mayormente utilizadas en el Carnaval, Semana Santa y Día de Muertos, y siempre son acompañadas con vestuarios muy elaborados. Las máscaras que se utilizan más en el Carnaval incluyen ancianos, granjeros, afroamericanos, la muerte y varios animales. Ejemplos de estos carnavales son el espectáculo del "tigre" en Oaxaca, Chiapas y Tabasco, las representaciones de la vida en la colonia en el Estado de México o la recreación de la batalla de Puebla en el Carnaval de Huejotzingo en Puebla. Un tipo de máscaras muy popular son las que se encargan de ridiculizar a los poderosos y ricos de la época colonial, algunos bailes donde se representa eso son, el baile de Chinelo en Tlayacapan, Morelos. Algunas de las máscaras de viejos y diablos son con una connotación sexual. Muchas de las danzas también son referentes a la próxima temporada de lluvias, cuando se produce la mayor parte de la producción agrícola, con el uso de lluvia y maíz. En los desfiles y procesiones de Semana Santa todo gira en torno a la Pasión de Cristo. En esta representación, personajes como María y José no utilizan máscaras, pero otros como Judas Iscariote o Poncio Pilato a menudo son, los personajes que siempre están enmascarados, al igual que los "perseguidores" de Jesús llamados "Judíos", "Romanos", "Fariseos" o "chapokobam". Un ejemplo de las máscaras utilizadas en Día de Muertos es el de la Región Huasteca, que retratan a sus ancestros en la máscaras para la ocasión.
Las máscaras tradicionales son la posesión más preciada de un bailarín, la mayoría de ellos tratan de mantener su máscara en muy buenas condiciones, limpiando y pintando las máscaras. En algunas comunidades, como la del Pueblo chontal de Tabasco las máscaras son guardadas en la iglesia mientras nadie las usa. Pero también existen los pueblos que destruyen máscaras como parte de los rituales de Semana Santa como el Pueblo cora, o el Pueblo yaqui. Los Coras destruyen las máscaras de papel maché, sumergiéndolas en un río local, y los Yaquis las queman, ambos son actos de purificación.

## Fabricación de las máscaras

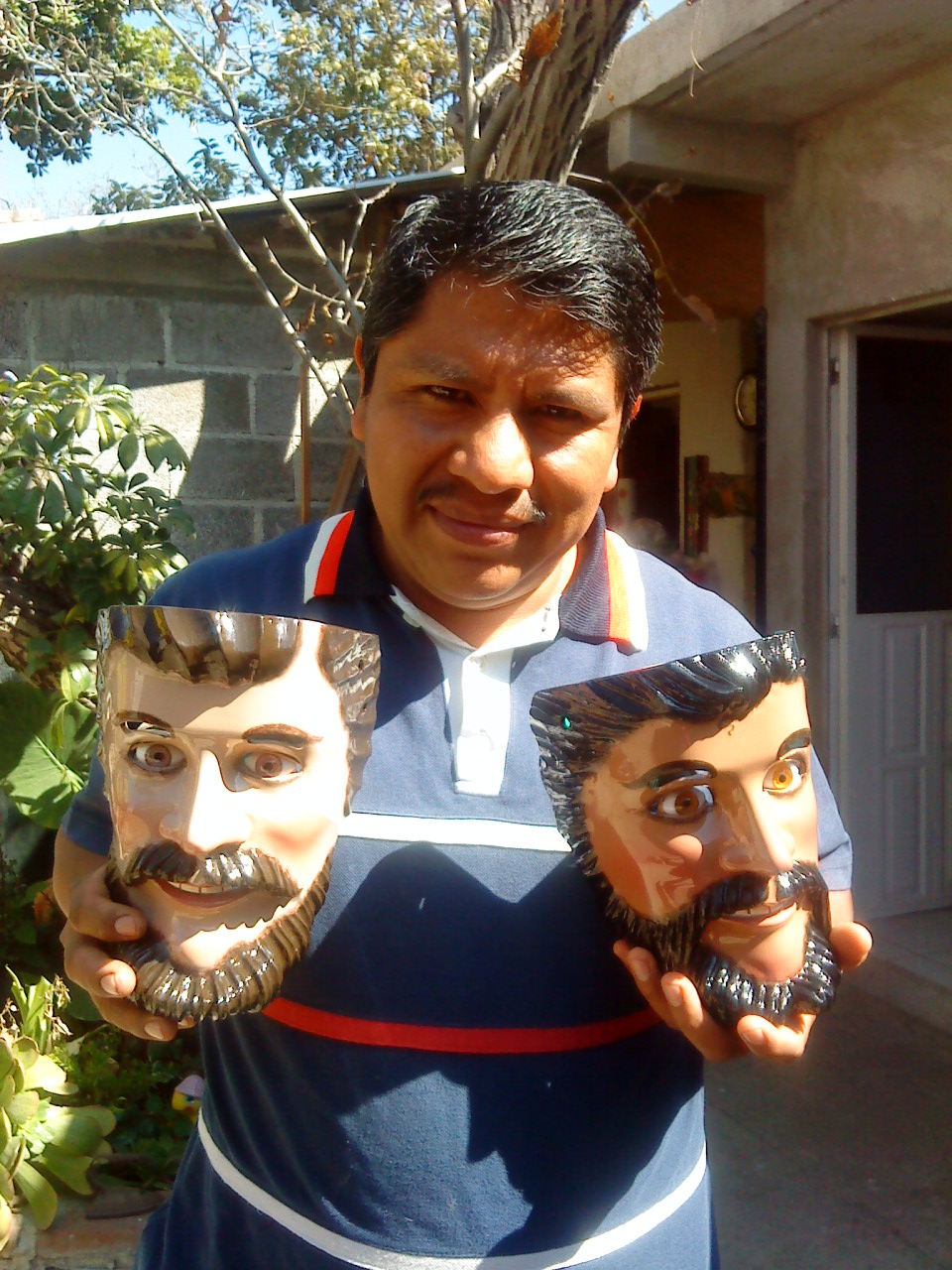
Artista de Tlaxcala con máscaras del Carnaval

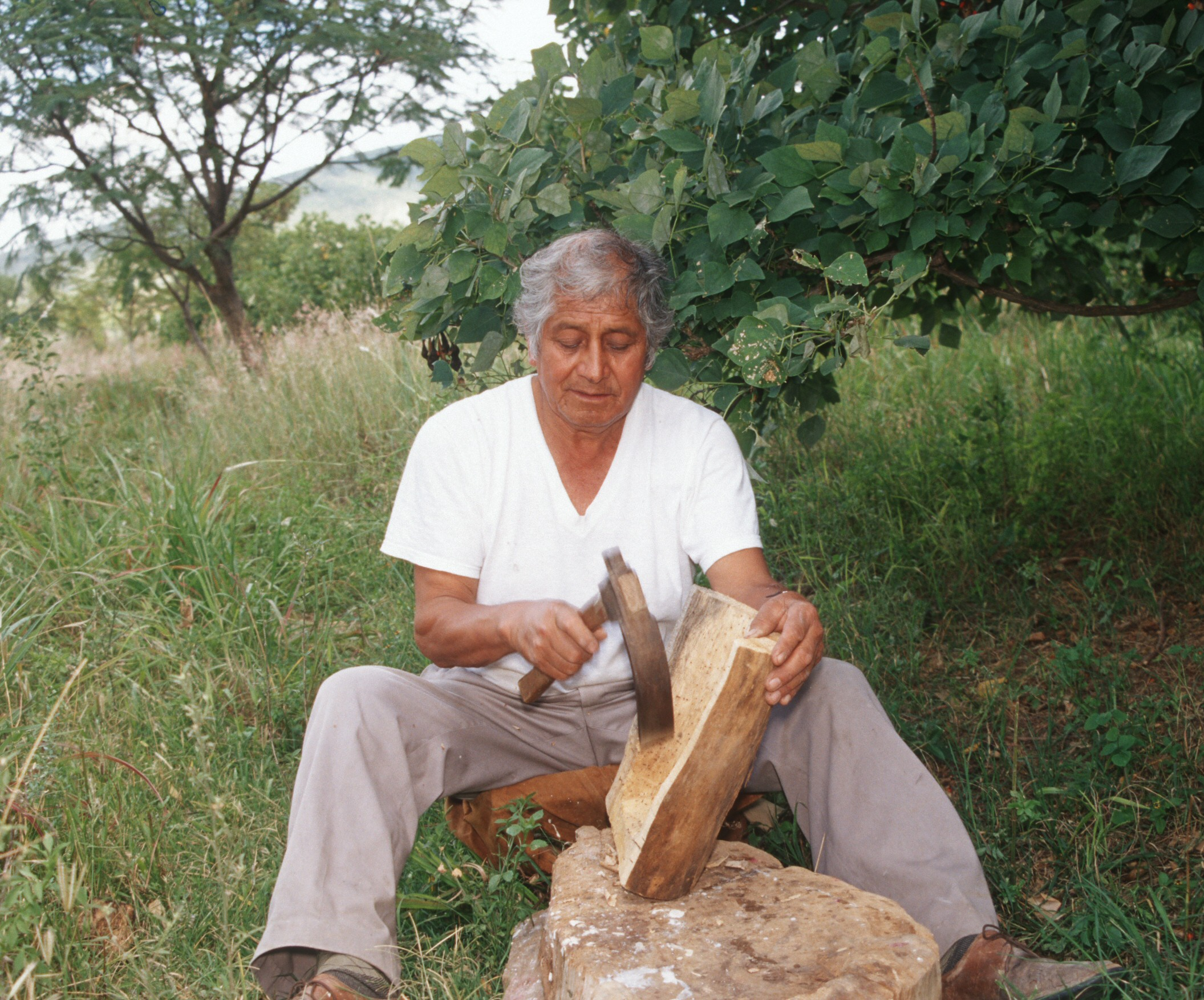
Artesano Isidoro Cruz Hernández de Oaxaca elabora una máscara

Las máscaras tradicionales aún son hechas a mano. La mayoría de las comunidades tradicionales cuenta con una persona especializada en el arte de las máscaras, esta persona normalmente es hombre, el cual aprendió por los conocimientos y la técnica de su padre, que este le heredo, en algunas ocasiones hay excepciones y las mujeres también pueden ser expertas en el arte de las máscaras, ya que se quedaron viudas y aprendieron el arte de sus esposos. Algunos fabricantes de máscaras se especializan en alguna danza para realizar las máscaras de ese baile en particular. Los expertos en la realización de máscaras son muy respetados, ya que necesitan saber el significado de cada danza para poder realizar la máscara adecuada. Muchos de los fabricantes de máscaras tienen otras ocupaciones como panadero, trabajador de cera, trabajador en una fábrica o carpintero. Una serie de artesanos que realizan máscaras también se encargan de realizar las figuras religiosas, llamados "santeros", las máscaras que realizan estos artesanos tienden a ser con rasgos muy definidos y con acabados que imitan la piel humana. La producción de las máscaras esta más dirigida exclusivamente a los bailarines, pero también se realizan para vender a coleccionistas, y en algunas ocasiones sorprendentemente a los turistas, especialmente en Guerrero. es un poco complicado diferenciar las máscaras hechas para turistas de las auténticas máscaras tradicionales. En algunas comunidades, hay suficiente demanda de máscaras que los artesanos deben de estar tiempo completo en la realización de estas, donde la mayoría son utilizadas en los festivales principales, una de estas comunidades es Tlaxcala, porque casi todos sus personajes son enmascarados. Muchas de ellas son hechas en el pueblo de Apetatitlán de Antonio Carvajal por la familia de Carlos Reyes Acoltzi y la familia Méndez de Tlaxcala. Otra área con gran demanda de máscaras es La Pila (Chiapa de Corzo), para la danza de Los Parachicos, que es representada en el festival de San Sebastián por miles de bailarines. El más reconocido artesano de máscaras en Antonio López, el cual también enseña el oficio a los jóvenes. Aún existen casos donde los propios bailarines hacen sus máscaras, como los Coras en Nayarit y los Mayo y Yaquis en Sinaloa y Sonora, normalmente estas máscaras no son hechas de madera. En la comunidad Cora, los bailarines están obligados a hacer sus propias máscaras de papel maché, pintado de blanco y atado con un paño como parte de los rituales de Semana Santa. El miércoles Santo es cuando los bailarines llevan las máscaras, en Jueves Santo se añaden líneas negras, que luego son teñidas el Viernes Santo.
Las máscaras tradicionales son comúnmente hechas con diversos tipos de maderas, la recolección de esa madera puede variar dependiendo de cuando y como pueden ser talados los árboles. La madera más utilizada es "zompantle", también llamada "palo bofe" o "colorín". (Erythrina coralloides) es una planta de la familia de las leguminosas, que produce una madera blanca y suave, que es más utilizada para objetos artísticos, el uso de esta planta se asocia con rituales prehispánicos, nunca es utilizada para artículos utilitarios. Otras maderas comunes para la realización de las máscaras son el cedro rojo y el "ayacahuite" (Pinus ayacahuite), ambas son importantes por su resistencia contra insectos. Las máscaras de cedro rojo se encuentran más comúnmente en la Sierra de Puebla; zona de Papantla, Chiapa de Corzo y entre los Zoque (etnia) en Chiapas. La madera Poplar es más utilizada porque es más fácil trabajar con ella, ya que es muy delgada y no se astilla, este tipo de madera es muy utilizado en las danzas de pascola que hacen los Mayos y Yaquis. Las maderas más utilizadas para realizar máscaras son mezquite y Persea americana. Las máscaras de mezquite se encuentran en Hidalgo, Zacatecas y en el noroeste del país, las de madera de persea americana se encuentran en el Estado de México. La madera de copal es más usada en Michoacán y Oaxaca, pero también puede se puede encontrar en Sonora y otros estados.

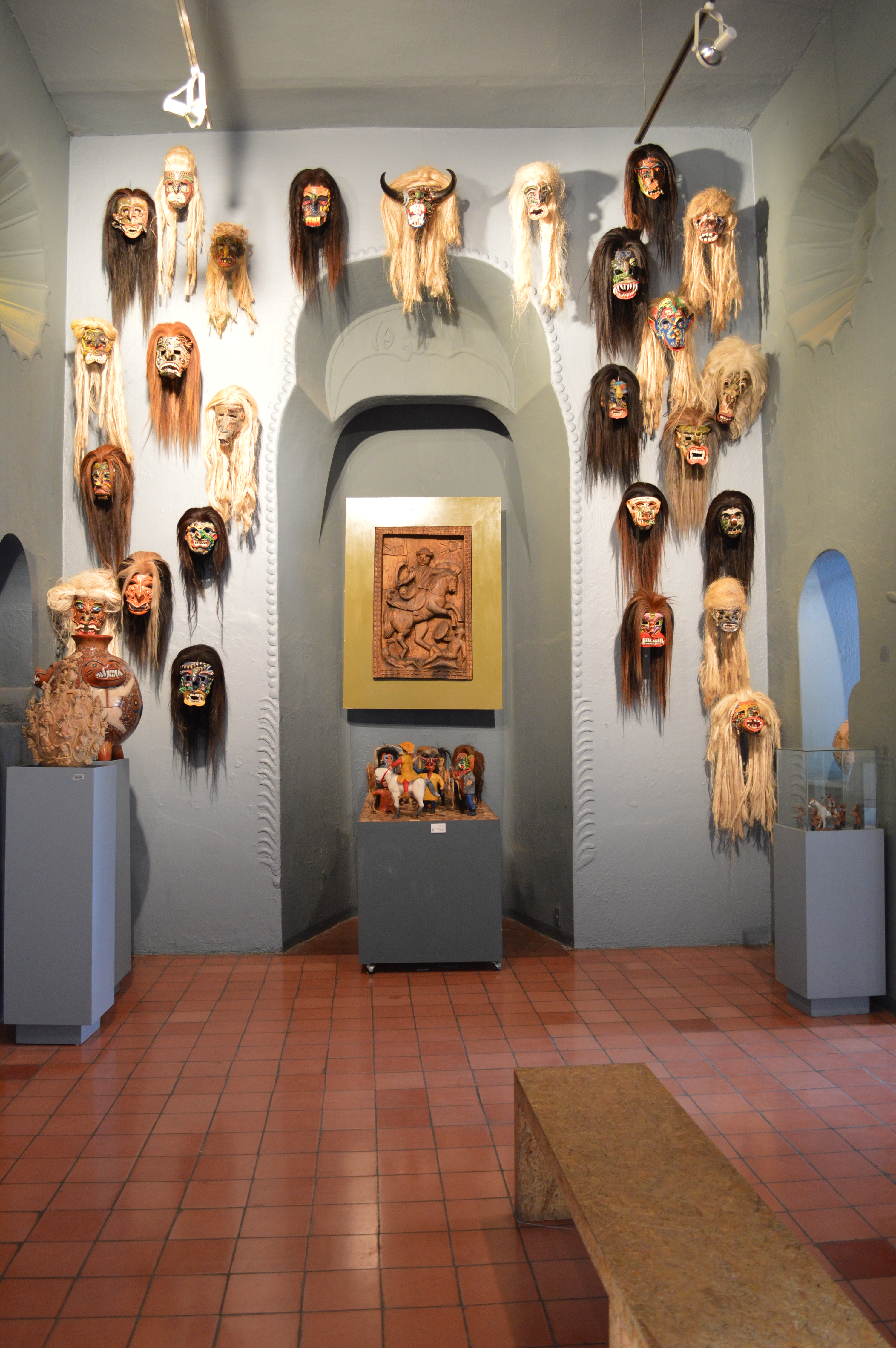
máscaras de tastoanes de cerámica en el Museo Nacional de Cerámica en Tonalá Jalisco.

Otros materiales que se usan para hacer máscaras son cera, barro cocido, cuero, tela, malla de alambre, chapa, ruedas de goma, cartón y papel maché. Las máscaras de cera se hacen en la Ciudad de México, estas máscaras se ajustan perfectamente a los gustos de los clientes, ya que tienen una apariencia más realista. Otras áreas que utilizan este tipo de máscaras son Villa de Zaachila, San Bartolo Coyotepec, en el Pueblo zapoteco y en algunas comunidades cerca de Oaxaca. Estas máscaras son hechas por moldeo desde la propia cara del cliente. Para las máscaras de madera se utilizan herramientas como Machetes, cuchillas y cuchillos, a menudo las herramientas son hechas por el mismo artesano. Hay más herramientas que se pueden utilizar como cinceles, pinzas y papel de lija o piedra pómez para suavizar el material, ya que algunas veces las máscaras están hechas de yeso para que tengan un acabado más liso. La laca es usada en lugares como Michoacán y Guerrero, donde la técnica se aplica en muchos otros artículos.
Después de darles forma a las máscaras, estas son pintadas y decoradas, los rasgos faciales se pueden cortar o pintar en la máscara. La mayoría de las máscaras están pintadas primero con una capa blanca y después se le adhieren los colores, tradicionalmente las pinturas decorativas se realizaban con petróleo y esmalte, pero muchos artesanos han decidido cambiarlos por acrílico y otras pinturas comerciales. Aunque los detalles como las barbas, los bigotes y las cejas pueden ser pintadas o esculpidas en las máscaras, las versiones más realistas utilizan ixtle, algodón, pelo de animales (como el de ovejas o caballos) y en algunas ocasiones cabello humano, al igual que otros materiales. Los ojos pueden ser utilizados en la máscara con mármol, mica, vidrio plano o curvo (pintado detrás) y ojos de cristal. Muchas máscaras de tigre usan espejos como ojos. Los dientes pueden ser añadidos con los dientes reales de animales o humanos, así como metal, espinas de cactus, maíz o cañas. Si la máscara lleva una lengua, a menudo son hechas con cuero o estaño, los cuernos de diablo, se hacen con cuernos de vaca, cabras o ciervos Cuando las máscaras son terminadas, reciben otro tipo de decoración como cintas, detalles de oro, campanas, lentejuelas y mucho más. A menudo estas decoraciones se realizan por los propios bailarines, para personalizarlas, especialmente la adición de barbas o colmillos. En la ciudad de Teloloapan, Guerrero, el gobierno tiene un concurso para la mejor decoración de máscaras de diablo.

## Tipos de máscaras
Las máscaras en México varían demasiado, ya que la máscara que se utiliza para algún baile puede modificarse dependiendo del pueblo donde se represente. Estas máscaras representan seres humanos, gente famosa, animales, seres sobrenaturales, conceptos abstractos, aliens y criaturas de fantasía. Algunas máscaras combinan elementos de diferentes categorías.
Las máscras van desde las de crudo, hasta las que tienen detalles muy definidos de los rostros. La mayoría de las máscaras se hacen a escala para ajustarse al rostro humano, los bailarines miran a través de rendijas justo encima de los ojos que se le pintan a la máscara. Las medidas de las máscaras más pequeñas son entre diez y quince centímetros de ancho con el resto de la cara, incluyendo la boca cubierta por el paño. Otras máscaras son más grandes que la cara del bailarín, incluso tiene que ver por la boca de la máscara. Algunas máscaras tienen partes movibles, como los labios, la lengua y los párpados, para que se vea más animada.
Las máscaras han representado las tres razas de la historia mexicana, los indígenas, europeos y africanos. Las máscaras con rasgos asiáticos, pueden ser encontradas a lo largo de la costa del Pacífico, donde los inmigrantes de China y Filipinas se han asentado. La mayoría de las máscaras mexicanas representan rostros masculinos, especialmente los del Carnaval, Semana Santa, Día de Muertos y las fiestas de los santos locales. Muchas de las máscaras humanas son muy realistas, y reproducen muy bien los diferentes tipos fáciles. Otras máscras están tan estilizadas que los rastros faciales solo están sugeridos. Las expresiones varían dependiendo del personaje que se esté recreando.

### Materiales

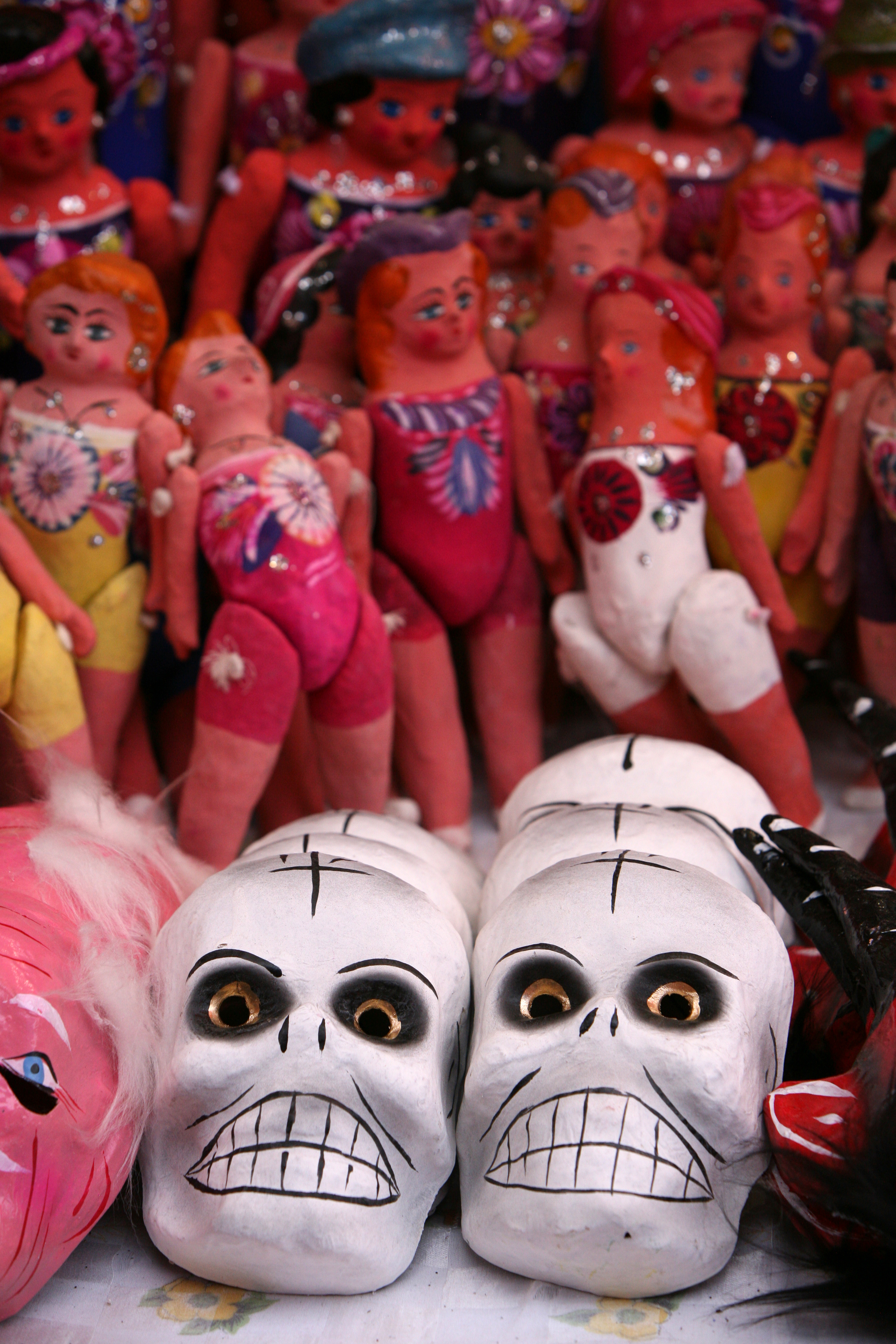
Máscaras del cráneo y otros artículos hechos con un papel llamado maché cartonería.

Las máscaras varían de acuerdo a los materiales que se usen para su fabricación, las más populares son las de madera, pero también se pueden usar de arcilla. Las máscaras de arcilla se utilizaban en la época prehispánica, pero aún se pueden encontrar en Metepec (máscaras locos), algunas de tostones en Jalisco y la mayoría en los bailes de Michoacán.
Las máscaras de cuero pueden cubrir la cara o la cabeza entera, como los de los fariséos de los Mayos y Yaquis. En este tipo de máscaras los rasgos faciales son generalmente pintados en la máscara y para los ojos se realizan cortes. Estas máscaras pueden ser apoyadas por marcos de madera. En algunos casos, las máscaras pueden ser la cara disecada de un animal. Algunas de las máscaras tradicionales de un Carnaval son hechas con un tipo de cuero llamado "suela", la cual se moldea en la cara de los bailarines. Un ejemplo son las máscaras que utilizan los bailarines en el Carnaval de Huejotzingo, que se apoyan de un armazón de alambre con una barba de cabello humano. Un ejemplo de máscaras que utilizan tela en su composición es la del Doctor Querétaro, que se realiza con pedazos de tela igual que el papel maché. Otro tipo son hechas con el estiramiento de fieltro sobre un molde. Las máscaras de tela son translucidas y son usadas en las pastorelas para los no creyentes, ya que ellos aún "no han visto la luz de Cristo". Las máscaras de papel maché (cartonería) son hechas en Celaya, Guanajuato y la Ciudad de México, generalmente son usadas por los niños para el Carnaval del día de la Independencia. El cartón es usado algunas veces para los ojos y la boca, los afroamericanos en Oaxaca decoran sus máscaras muy cuidadosamente con granos de maíz para los dientes, pelo de caballo para las barbas y cuernos de ciervo para darle una característica de diablo. Las máscaras de cera se hacen moldeando directamente la cara del bailarín.

### Máscaras de Europeos

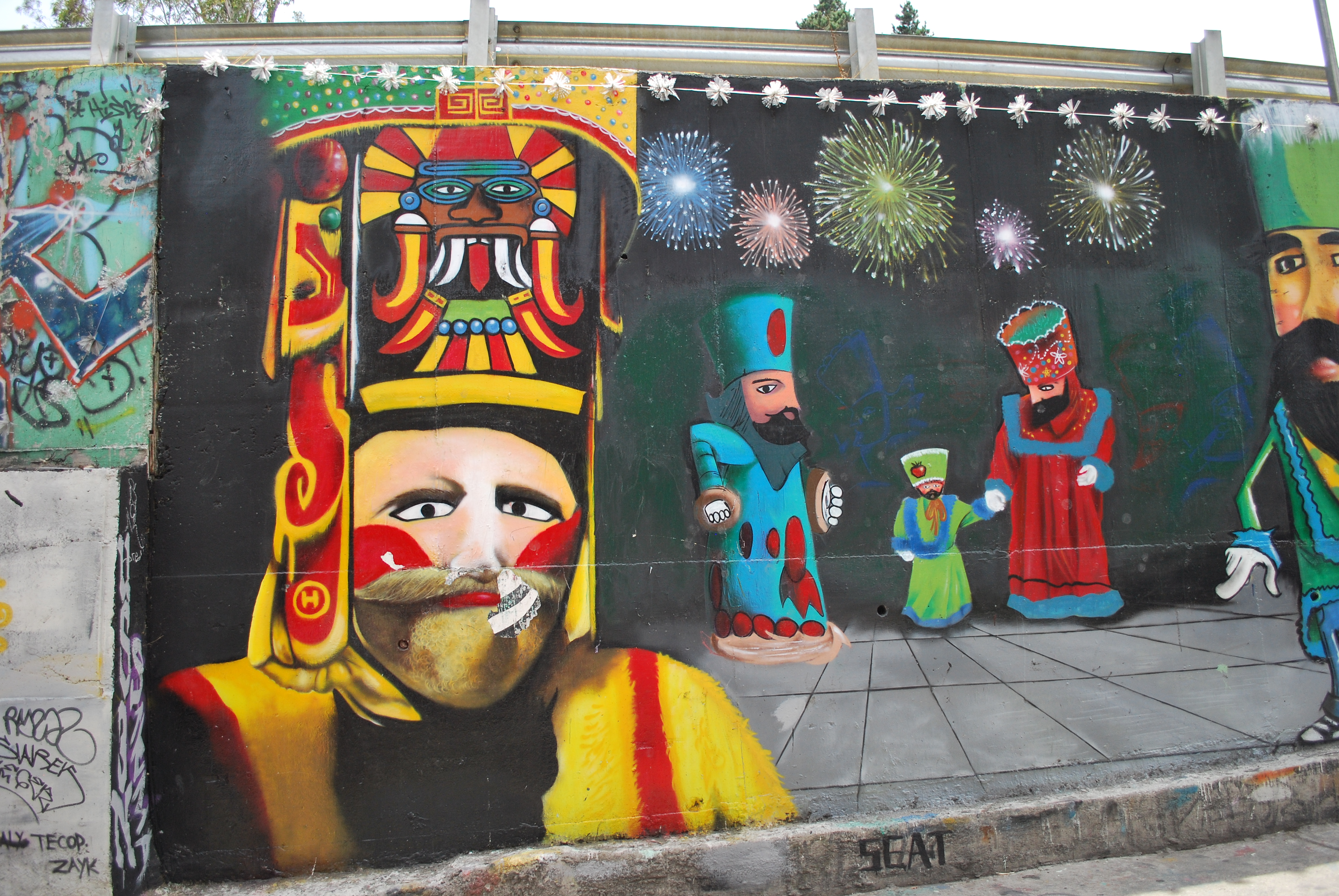
Mural de bailarines con máscaras de Chinelos en San Andrés Totoltepec, Tlalpan, Ciudad de México

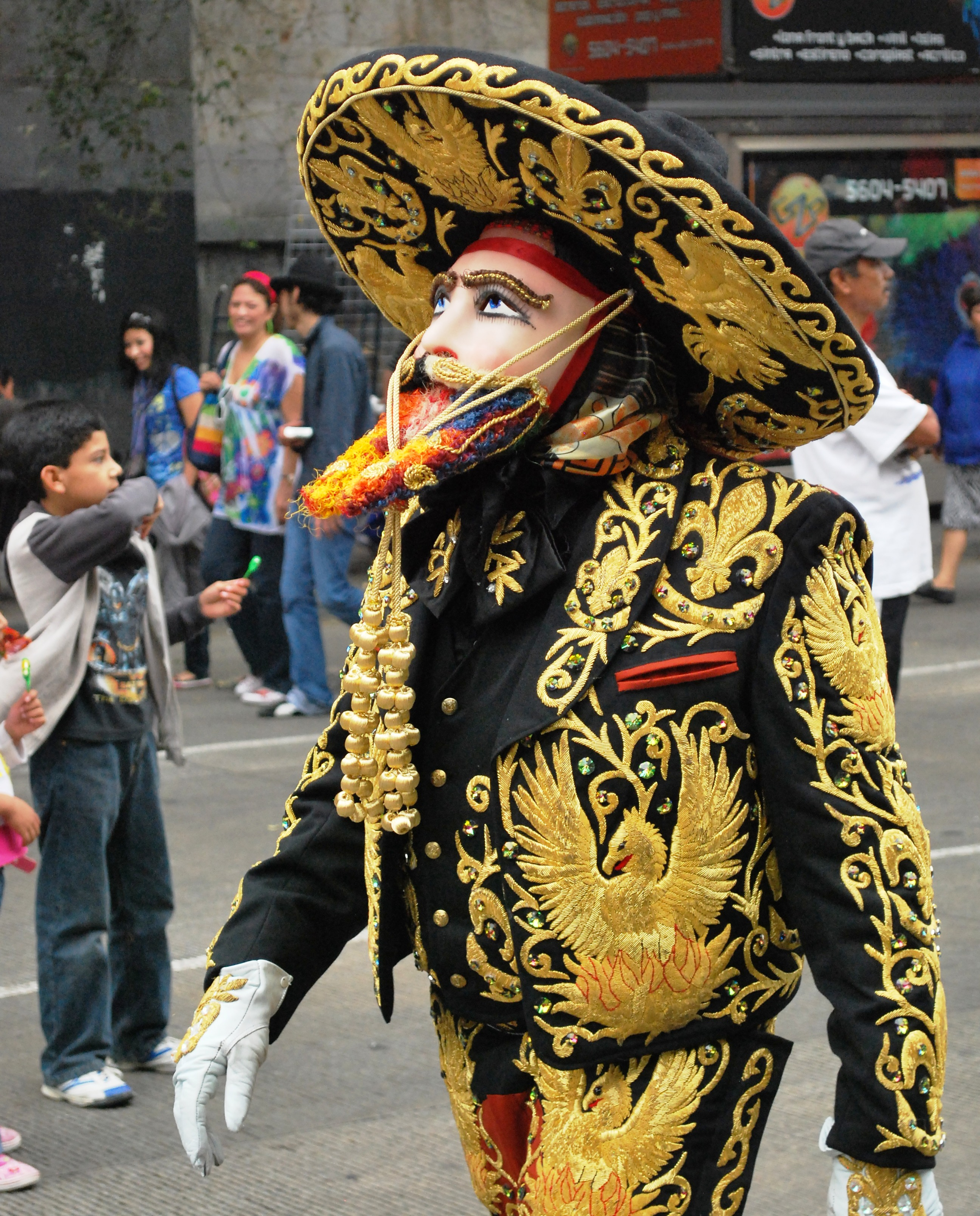
Bailarín enmascarado en traje de mariachi en el desfile de Alebrijes en la Ciudad de México.

Las máscaras representantes de los europeos se refieren a la historia del México Colonial y representan a un español, francés, a un Rey, a un cristiano que lucha con un moro, un hacendado, etc. Estas máscaras representan personajes de poder, que generan miedo pero también las hacían para burlare de ellos.
De las máscaras que representan la historia, las más populares son las del baile de Moros y Cristianos, las máscaras relacionadas con este baile son variadas en cuanto a las expresiones faciales, puedes encontrar desde la más serena hasta la más aterradora. La historia de Moros y Cristianos habla sobre la lucha que hubo entre Cristianos y Musulmanes en España, Francia o en la Tierra Santa. Las máscaras que representan a los cristianos generalmente tienen más rasgos europeos, como cabello negro, barba. la piel de color blanca o rosa, con pintura roja en las mejillas y en algunas otras partes de la cara. En algunas áreas de Guerrero, Puebla y Veracruz, las caras son de color rojo, ya que con la luz de sol la piel clara se quema muy fácil bajo el sol tropical. Las máscaras de los moros también tienen rasgos europeos pero a ellos se les añade un turbante para distinguirlos. En algunas zonas como Guerrero, las caras de color rojo representan a los moros. En muchas versiones también se incluye a Santiago Matamoros, este personaje se distingue por un elaborado tocado y un caballo de juguete atado a la cintura.
La danza de moros y cristianos también es utilizada para representar otras historias de lucha, como la de David y Goliat, pero las más común de las representaciones es la de la Conquista de México, esta danza es llamada la danza del Marqués, Tastoanes o Comanches. En general los personajes que usan las máscaras son los españoles, mientras que los que representan a los indígenas no las utilizan. Cortés normalmente se representa con abundante cabello oscuro y barba, según las descripciones históricas de los indígenas que vieron a los primeros europeos.
Los personajes europeos aparecen en pastorelas, obras de Navidad, que son muy comunes en el centro de México. Uno de los principales personajes es Bartolo, cuya máscara es de un muy bien afeitado europeo, otra es de un ermitaño, representado por una máscara de anciano con cabello largo y mucha barba.
Hay danzas que se encargan de parodiar a los europeos, especialmente a los ricos dueños de haciendas, este tipo de danzas se realizan más en los Carnavales, uno de los más conocidos es el de los Chinelos, que se baila en el estado de Morelos. En Tlaxcala para el baile de los Catrines (Chulos), los bailarines utilizan máscaras con un tono de piel más claro y sostienen paraguas para hacer una petición de que llueva. El uso de sombreros y abrigos también hacen más representativo el papel de los ricos.

### Máscaras de Mujeres
Dado que las mujeres casi nunca participan en los bailes tradicionales, son los hombres los que interpretan a los personajes femeninos usando máscaras, la mayoría reflejan a una mujer modesta y virtuosa que se rige por las reglas de la sociedad. La Malinche, intérprete de Cortés durante la conquista, es uno de los personajes que se representa de esta manera, en algunas ocasiones la representan como una mujer sexy, utilizando máscaras que muestren un maquillaje muy exagerado. Otras mujeres inconformes incluyen caracteres antisociales, como "las Viudas" del Carnaval de Nezquipayac y la Borracha de la danza del Torito en Guanajuato, las máscaras de estos personajes son poco agraciadas. Otro ejemplo es la Marignuilla de los purépecha, que representa a las mujeres de la ciudad, las cuales son consideradas como inmorales por los indígenas, estas máscaras llevan demasiado maquillaje y vestidos muy pegados.
Las máscaras que representan a las mujeres mayores pueden ser representadas con rostros muy serenos o como brujas.

### Máscaras de animales

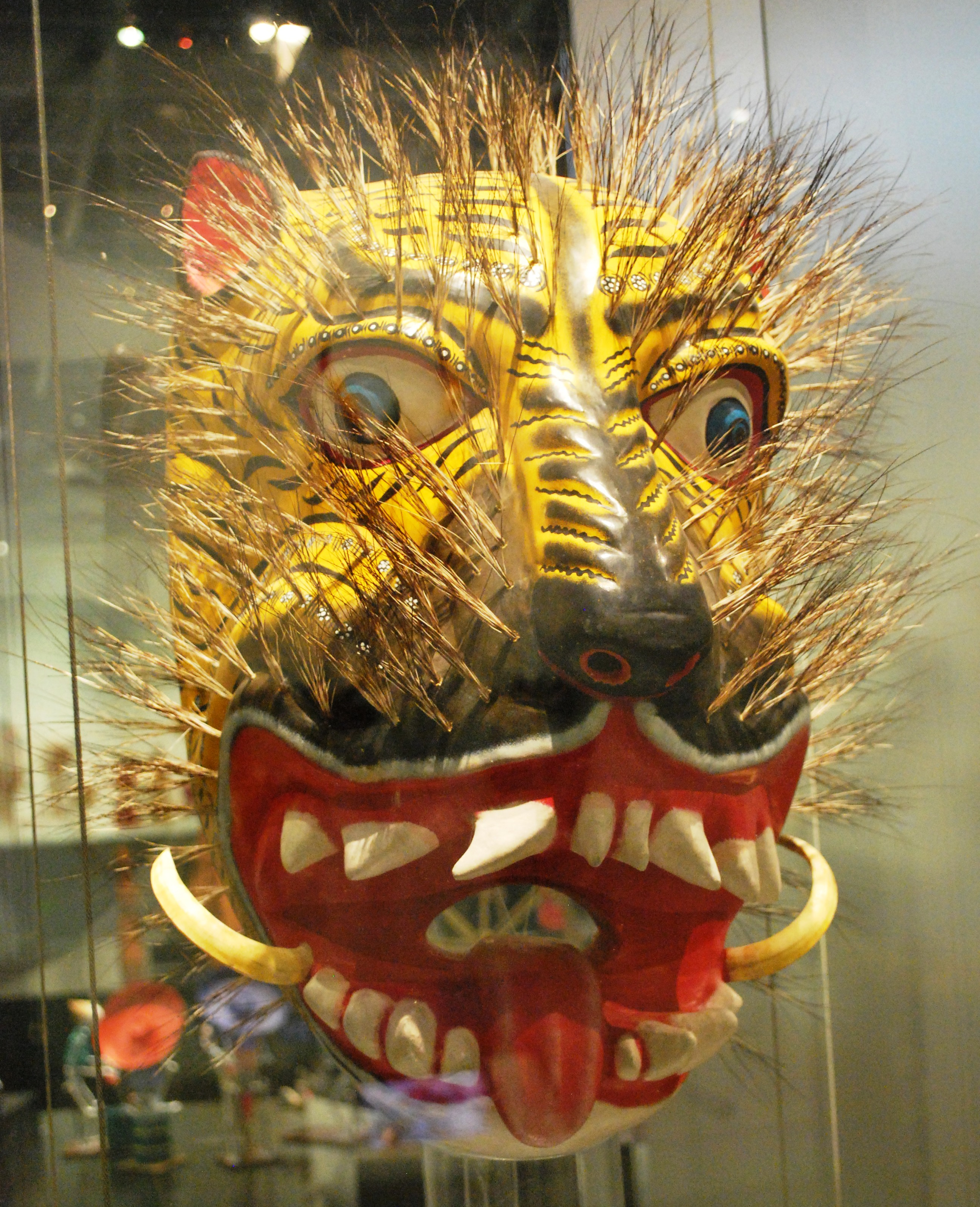
La máscara de Jaguar/tigre de Guerrero en exhibición en el Museo de Arte Popular (Ciudad de México) en la Ciudad de México

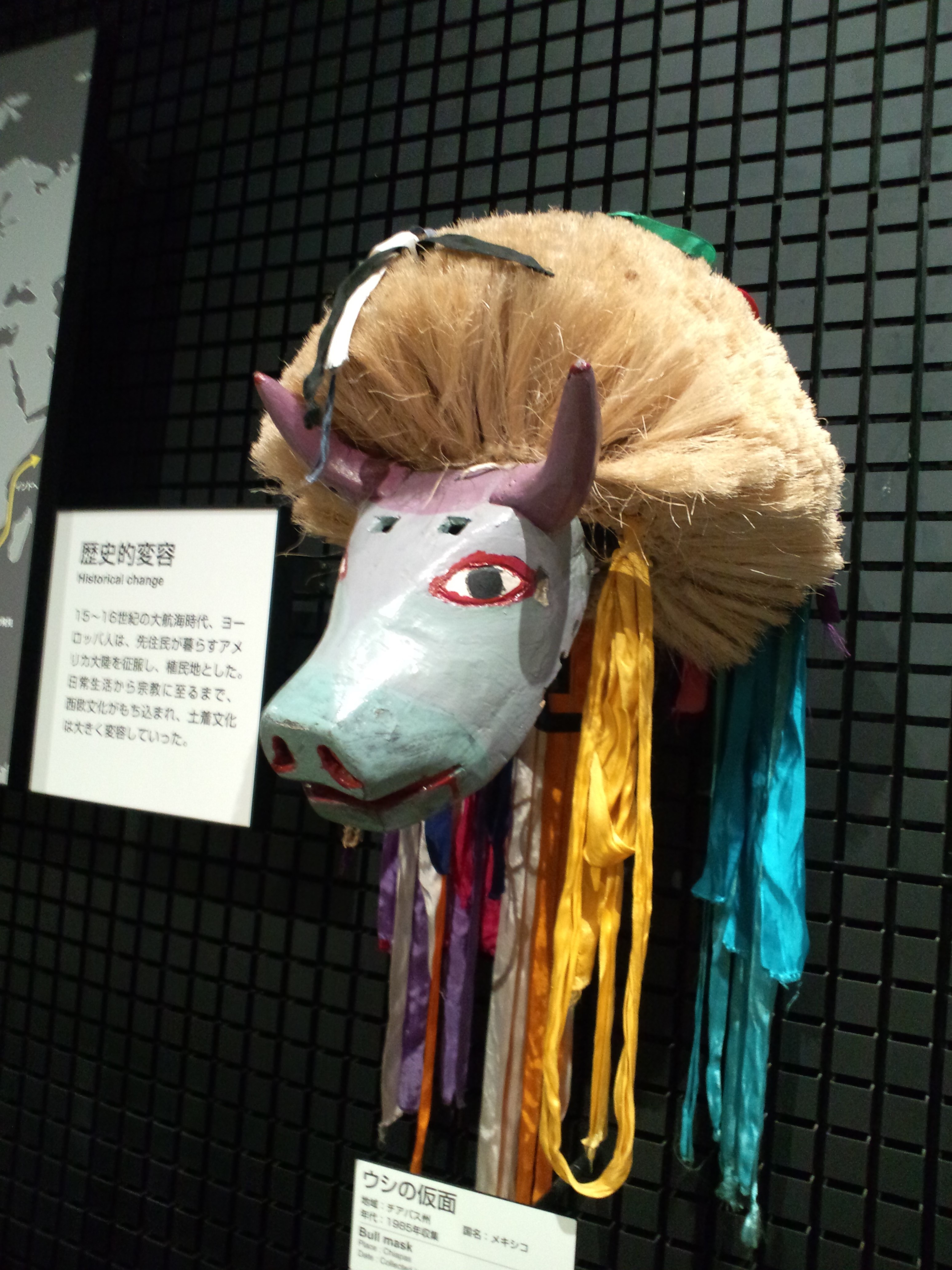
Máscara de toro de Chiapas en el Museo Nacional de Etnología en Japón.

Desde la época prehispánica, todos los animales nativos del país han sido representados en máscaras, incluyendo monos, armadillos (Dasypodidae), coatí (Nasua), conejos, jabalíes, buitres, peces, lagartos, lagartijas y muchos más. Después de la conquista se añadieron animales que trajeron los españoles, como los toros, cabras, ovejas, gatos, cerdos y caballos. Algunos bailes pueden enfocarse en una especie de animal y otros pueden incluir una gran variedad, ya que las máscaras pueden ser estilizadas o hechas con detalles realistas.
Una criatura importante que se representa con máscaras es la serpiente, este animal es asociado con el agua desde la época prehispánica, especialmente con los rayos y ríos. Hoy en día se representa más como un diablo, espacialmente en Guerrero, Michoacán, Colima y Guanajuato por la influencia del cristianismo. Una excepción es el baile de la cabeza de serpiente realizado por los Huaves en San Mateo del Mar, Oaxaca, donde la serpiente es un personaje con su propia máscara de madera, pintada de verde.
Un animal muy importante es el Jaguar u Ocelote, a menudo mal llamado como "tigre" en algunas de las danzas donde es utilizado este personaje. El jaguar aparece en Morelos, Puebla, Guerrero, Oaxaca, Chiapas y Tabasco en bailes como el de los Tecuanes, Tlacololeros, Tejonrones, El Calalá o El Pochó. El comportamiento de los personajes que caracterizan al jaguar varia, ya que puede mostrar la lucha del animal escapando de los cazadores o también es usado como símbolo del ciclo agrícola y la temporada de lluvias. Las máscaras de jaguar van desde pequeñas del tamaño de la cara del artista hasta demasiado grandes que los bailarines ven desde la mandíbula de la máscara. La máscara puede cubrir por completo la cara del bailarín o ser de cuero o de tela y es completado con un vestuario.

### Máscaras de ancianos

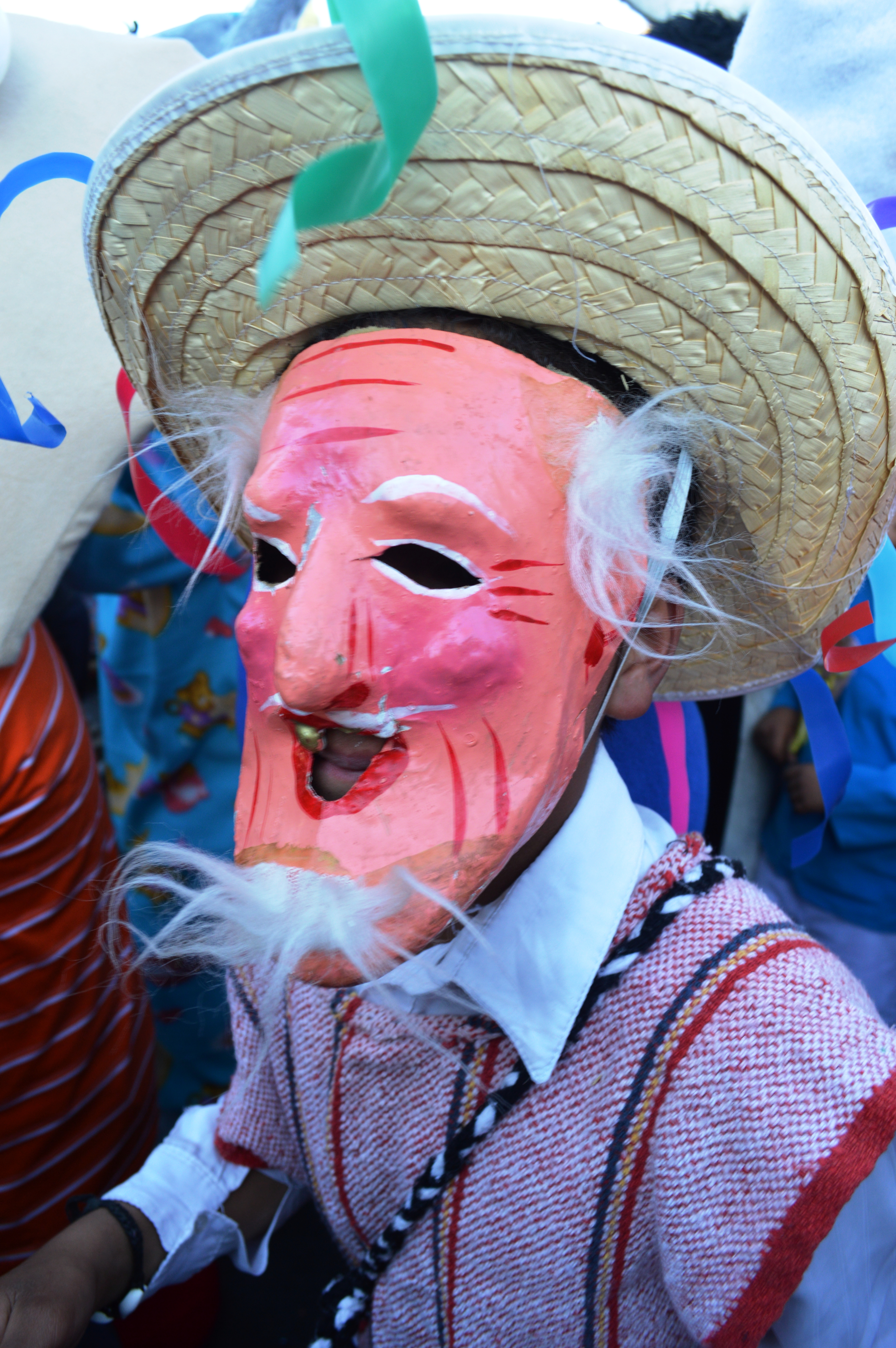
Máscara de un bailarín viejito en los Carnavales de Iztapalapa Ciudad de México

Los bailarines que representan hombre o mujeres ancianos usan máscaras que se originaron desde la época prehispánica, los bailarines pueden representar ancianos de la aldea o a sus antepasados. En el Valle de México un anciano puede representar al dios del fuego, Huehueteotl, especialmente en relación con la Ceremonia del Nuevo Fuego. Existe también una versión de bailes con personajes ancianos en Michoacán, esta danza es llamada la Danza de los Viejitos, se realiza en los principales días del calendario católico, específicamente entre Navidad y la Candelaria.
Sin embargo, los bailarines que representan ancianos también pueden hacer representaciones cómicas, como una especie de evento de complemento del show principal, esta representación se realiza individualmente o entre dos personas. Los personajes de ancianos suelen participar con multitudes y también armar sus propios espectáculos. Este papel de anciano y payaso se remonta desde la Conquista.
Las máscaras utilizadas por estos bailarines varían, primero la máscaras de Tabasco y Michoacán son caracterizadas con líneas de expresión muy marcadas, en cambio en Guerrero, Puebla y Veracruz, las representaciones son más cómicas y las máscaras tienden a tener un tono de piel más brillantes.
Otros bailarines que incluyen personajes viejos son las versiones de los bailes de los Mixtecos en Cuilapan de Guerrero, Oaxaca, esta danza se baila en julio y agosto, el bailarín principal se distingue por una máscara con una nariz mu grande. En la danza pascual al noroeste de México, uno de los personajes es conocido como "el viejo hombre de la fiesta", la máscara de este personaje puede tener cara de humano o de animal, tales como la cabra y el mono.

### Máscaras de Afroamericanos
Una serie de bailes en México incluyen máscaras que imitan a personas africanas o gente negra. Esto tiene su origen en la conquista con la llegada de esclavos africanos. Estos esclavos tuvieron contacto con los indígenas, a menudo como intermediarios entre ellos y los españoles. Esta experiencia fue incorporada en las danzas con personajes llamados los "negritos", las máscaras de estos personajes varían entre las regiones, los de la Costa Chica de Oaxaca y Costa Chica de Guerrero, en estas regiones usan la máscaras con rasgos de gente negra muy exagerados. Otra región es la Sierra Juárez de Oaxaca que representa de forma más primitiva, con pequeños colmillos que sobresalen de su boca. Los de Michoacán tienen rasgos más finos y una expresión amable, y se le agrega pelo de oveja para simular el cabello. Las máscaras son parte de un vestuario muy elegante que usa el bailarín y que también lleva tela de colores y tocados. En la época colonial, los negros realizaban muchas labores y esto lo representan los personajes en los bailes. Aunque muchos de las africanos se casaron con el resto de la población, la máscaras permanecen en la cultura indígena.

### Máscaras de demonios y otras criaturas fantásticas

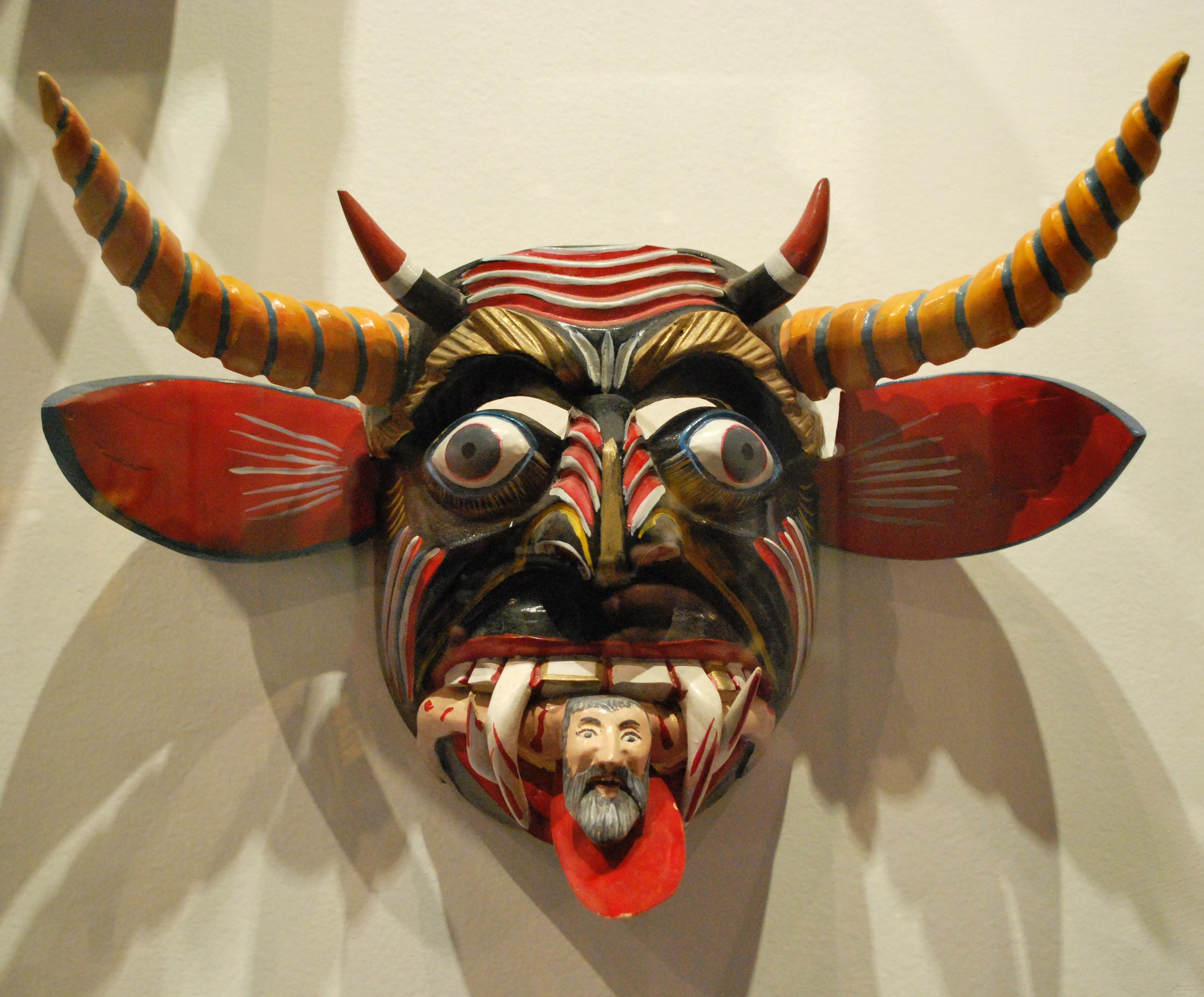
Máscara tradicional de diablo para la presentación Pascuarela de Tóruaco en Michoacán

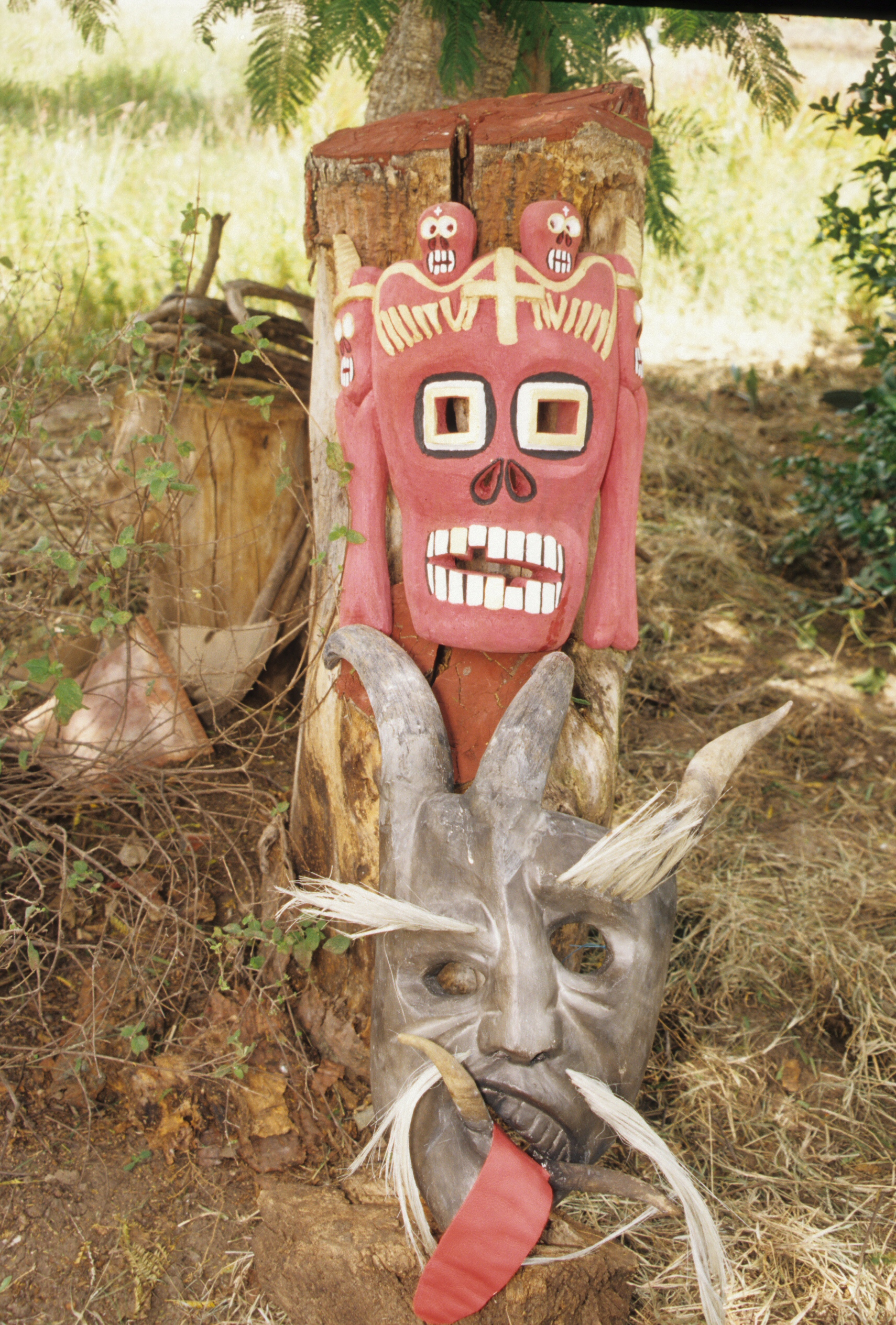
Máscaras de cráneo y del diablo de Isidoro Cruz Hernández de San Martín Tilcajete, Oaxaca

Además de las más5, p.8-9</ref> Las máscaras con forma de cráneo tienen su origen en la época prehispánica, la representación de la muerte en esos tiempos no era algo que les provocara miedo, al contrario ellos lo veían como parte de la vida. Actualmente los cráneos siguen representado a la muerte y puede ser blancos o con algunas decoraciones extravagantes, algunos cráneos tienen la expresión seria y otros sonrientes. Algunos personajes enmascarados representan conceptos abstractos como el tiempo y los siete pecados capitales.
Sin embargo, las máscaras fantásticas más comunes son las del diablo, los demonios y el mismo Satanás. El diseño de estos personajes varía, algunos tienen cara de seres humanos normales, otras tienen características más salvajes y/o grotescas y pueden llevar detalles de ser humano, de animal o de ambos. Las descripciones de los dioses prehispánicos se plasmaron en máscaras, Tlaloc es representado generalmente con serpientes alrededor de sus ojos y con los colmillos de una víbora, estos elementos se encuentran actualmente en la máscara de diablo. Tezcatlipoca era un dios de la noche, sus colores eran rojo y negro, estos colores también se aplican en la máscara del diablo.
La representación de demonios/diablos ha sido adoptada en muchos bailes y rituales donde realizan sátiras sobre la moral. Satanás aparece en las danzas de los Tecuanes, la de los moros y cristianos y en las celebraciones de Carnavales. En las representaciones de Navidad, llamadas pastorelas, hay personajes que representan al diablo y que se encargan de evitar que los pastores asistan a ver al Niño dios.

## Festival Nacional de Máscaras Danzantes
El Festival Nacional de Máscaras Danzantes, es el único evento cultural mexicano de carácter nacional en su tipo, en el cual se congregan en cada edición, diversas expresiones tradicionales de México que usan máscara en el contexto de las danzas y carnavales del país. Su objetivo es la difusión, salvaguarda, proyección, rescate, investigación y promoción del patrimonio cultural, artístico y tradicional que representan las danzas, bailes música, indumentarias y máscaras mexicanas.
Su primera edición se realizó en el 2021, siendo la sede Coscomatepec de Bravo, Pueblo Mágico de Veracruz en la región central de las Altas Montañas, contando con la participación de más de 20 danzas de todo el país, proyectando el evento en un formato de peregrinación donde las danzas muestras su color, indumentarias, música y baile. A su vez, el evento se acompaña de actividades culturales, académicas y de difusión como talleres, conferencias, ponencias, conversatorios y proyecciones con una temática central: la máscara mexicana y la danza tradicional de los pueblos. Durante esta edición, el evento hizo una concurrencia con el Quinto Encuentro Internacional de Maestros Mascareros, en donde se reunieron más de 100 maestros creadores de máscaras, los cuales desarrollaron algunas actividades de difusión, así como exposición y comercialización de sus obras.
Para su segunda edición, se reunirán más de 50 danzas de todo México, de los 14 estados más representativos del país, así como más de 150 maestros mascareros y una serie de actividades académicas y culturales que pone en el centro del público, la importancia de la danza y la máscara en los pueblos y comunidades de México, quienes son guardianes de innumerables expresiones de esta naturaleza.